# Telura petiolata
Telura petiolata är en skalbaggsart som beskrevs av Britton 1987. Telura petiolata ingår i släktet Telura och familjen Melolonthidae. Inga underarter finns listade i Catalogue of Life.